# Высокий Колок
Высокий Колок — село в Новомалыклинском районе Ульяновской области. Административный центр Высококолковского сельского поселения.

## География
Село находится на расстоянии примерно 15 км (по прямой) к юго-востоку от села Новая Малыкла, административного центра района.

### Часовой пояс
Село Высокий Колок, как и вся Ульяновская область, находится в часовой зоне МСК+1. Смещение применяемого времени относительно UTC составляет +4:00.

## История
Основано в 1739 году. В 1910 году в селе было учтено 225 дворов и проживало 1799 жителей (мордва). Действовали Троицкая деревянная церковь и школа. В 1990-е годы работало СПК «Путь Ильича».

## Население
| 1859 | 1889  | 1897  | 1910  | 2010 |
| ---- | ----- | ----- | ----- | ---- |
| 678  | ↗1230 | ↗1575 | ↗1799 | ↘611 |

### Национальный состав
Согласно результатам переписи 2002 года, в национальной структуре населения мордва составляли 72 % из 751 чел.

## Улицы
| - ул. Братьев Кипкаевых, - ул. Заречная, - ул. Механизаторов, - ул. Молодёжная, | - ул. Нижняя, - ул. Парковая, - ул. Советская. |